# VRカノジョ
『VRカノジョ』は、ILLUSIONから2017年2月28日に発売されたアダルトゲームである。
本作はILLUSIONが2010年に発売した『リアル彼女』の「すぐそばに存在する女の子」というコンセプトを継承したアダルトVRゲームであり、ヒロインである夕陽さくらから勉強を教えてほしいと頼まれたプレイヤーが、さくらの家で二人きりで過ごすという内容である。
プレイヤーはOculus TouchやHTC Viveコントローラといったハンドコントローラを用いてさくらに触れることが可能であり、VRコントローラがない場合はマウスによる操作となる。
さくらの3サイズおよび担当声優は非公開だが、「どこでもいそうな子」というコンセプトでデザインされているため、胸の大きさや頭身は平均的なものである。
本作のレンダリングのレベルは5段階あり、最高位のハイクオリティではさくらの肌のきめまでマッピングされている。
「扇風機になりたい」モードはプレイヤーがさくらの家の扇風機となり、制限時間内に寝転がっている彼女へ風を当てて、彼女のスカートをはためかせるモードであり、プレイヤーの首の動かし方によって扇風機の動きが変化し、それに合わせてスカートのめくれ具合も変わる仕組みとなっている。
このモードは体験版に収録されているほか、Steamで配信されている『VRカノジョ ベンチマーク』にも収録されている。

## 製作

### 背景
ILLUSIONのVR企画開発部の大鶴尚之は、2013年に発売されたOculus DK1を購入して同梱されていたコンテンツの内容に衝撃を受け、Unity3Dエンジンで作成した『俺が主人公』のヒロイン「ゆなちゃん」をDK1で見て、成人向けのVRゲームを作ることを決意した。
大鶴が社内で初めてVRを話題にしたときは「凄いけど、売れない」と返されたが、大鶴は「失敗してでも、未来のためにOculus DK1を使ってアダルトゲームを開発すべきだ」と強く考え、3人のコアメンバーとともに成人向けVRゲームの開発に乗り出した。
また、本作のリードキャラクターアーティストの平井雄一は、1997年に発売されたILLUSIONのアダルトゲーム『魔界』の「僕たちは10年後20年後を見据えてゲームを作っている。そうじゃなければエロゲーでポリゴンなんて使わない」という売り文句に惹かれて入社しており、10年20年先の未来を見据えてアダルトゲームを作っているという認識を持っていた。
その後、ILLUSIONは「3Dスキャンしたアダルト女優をVRに登場させる」という企画を立てたことがあったが、Oculusの知名度が低く、仮想現実の概念もよく知られていなかったため、3Dスキャンの依頼を受けたアダルト女優からスマートフォン向けの企画と勘違いされたことがあった。

### 開発
大鶴らが『VRカノジョ』としての構想を練り始めたのは2016年であり、本作の体験版が公開されるまでの間、『Sexyビーチ プレミアムリゾート』『セクロスフィア』『ハニーセレクト』のVR化パッチの配信が行われた。
ILLUSIONは3Dアダルトゲームを多数開発していたため、大まかなゲームはUnityを用いて3か月で完成できた一方、ヘッドマウントディスプレイの進化とそれに伴う表現力の上昇により、開発用のコンピュータのスペックを上げることには苦労したと大鶴は振り返っている。
また、2016年に発売されたHTC Viveのへの対応が急きょ行われ、コントローラの操作体系はViveに合わせる形となった。
大鶴は2017年のPANORAとのインタビューの中で、モーションキャプチャー等に予想以上のコストがかかり、ゲームの幅をあまり広くできなかったため、次回作ではゲームのボリュームを上げたいとも話している。

### 映像表現
本作の開発にあたり、リアリティを追求する方針がとられ、その一環として本作のキャラクターは「どこでもいそうな子」というコンセプトのもとでデザインされ、モーションキャプチャは一般の女優が担当した。
ただし、単にリアリティを重視するだけでは面白みに欠けるほか、360度映像では視点の表現などが難しい上、アダルトVRビデオでは空間の中にモザイクが存在すると没入感がそがれるため、没入感を要する部分についてはリアリティよりもヒロインとの距離やしぐさを重視する方針がとられた。
例えばさくらの動作はリアリティよりもエロティシズムを優先させるために、モーションキャプチャにあたっては大げさに演技するよう指示が出されたほか、さくらの胸を現実よりも大きく揺らす演出がとられた。
また、解像度を上げすぎるとコンピュータへの負荷が強まって表示に影響が出るため、開発時点でのヘッドマウントディスプレイの解像度がソフト側よりも低いことを応用する形で、できるだけ負荷を減らすという方針が取られた。
さくらの3DCGモデルは、まずローポリゴンで大まかな形を作り、サブディビジョンサーフェスでメッシュを分割してからポリゴン化し、リダクションして形を整えるという手順で作成された。
平井はモデリング作業でサブディビジョンサーフェスを多用する理由について、「サブパッチ（サブディビジョンサーフェス）を使うと、少ない頂点数ですむのでツールの操作が軽くなります。また、一点を動かすだけで広範囲に影響が及ぶため、全体のアタリをとりやすいメリットもあります。髪や胸、服の皺などの曲線がつくりやすい点も好みです」と、「CGWORLD 2018 クリエイティブカンファレンス」の中で話している。
さくらの3DCGモデルには、成人向けならではのボーンも組み込まれており、たとえば下半身にはしなやかな腰の動きを実現するためのボーンが組み込まれている。また、左右の乳房にはそれぞれボーンが3本入っており、このうちの1本を動かすことにより、乳首の変化の表現に成功した。
キャラクターがリアル寄りのデザインであるため、簡素な背景ではキャラクターが浮くおそれがあり、試行錯誤の末、背景は平井の自宅を含む実在のものを参考にした。室内のオブジェも、キャラクターじみたアクセサリの設置は避け、「普通」を表現することに重きが置かれた。
平井はテストプレイの中で、仮想空間上のヒロインから温度を感じたり、ヒロインによる手コキの速度を上げた際に陰茎がもげるような感覚に襲われるなど、現実と仮想空間の境目があいまいになる体験をした。これを見た大鶴はリアリティを追求しすぎるとプレイヤーに悪影響を及ぼすおそれがあると考え、本作に暴力的または猟奇的な描写を入れることを禁じた。同様の理由から、プレイヤーの陰茎の部分が現実に近い形状から簡素な棒に変更された。

### デモおよび体験版の公開
本作のデモ動画は2016年10月18日のニコニコ生放送にて公開され、Youtubeにも投稿された。それから間もない同年10月29日には本作の体験版が公開された。この体験版の内容はYoutubeで公開されたデモ動画とほぼ同じであり、ハンドコントローラには対応していないほか、一部の動作ではキーボードやマウスの使用が求められる。その一方、この体験版はベンチマークソフトとしての機能もあり、ベンチマークを行うと「扇風機になりたい」モードが解放される仕組みとなっている。

### 製品版発売
本作は、2017年2月28日にダウンロード専売タイトルとして配信された。
2017年7月には、VRコンテンツ開発者たちの勉強会組織「VRTechTokyo」が本作を題材としたハッカソン「例のカノジョ ハッカソン」が開かれた。
2017年9月22日、ILLUSIONはIVRブランドから、本作のエイプリールフール企画を基にした『VRカレシ』および本作の全年齢版にあたる『VRカノジョ サマーバケーション』を2018年に発売予定であることを発表した。その後、『VRカレシ』の発売時期は2020年初頭に変更された。

### Steamへの配信
2016年、本作の体験版がSteam Greenlightにて『VRカノジョ Trial』というタイトルで登録された。
アダルトコンテンツの配信を禁止するSteamでの配信に踏み切った理由について、大鶴尚之は「ダウンロード専売タイトルなので、より多くの人に楽しんでもらいたい」とAUTOMATONとのインタビューの中で述べており、この体験版もSteamで配信可能なものを前提としているため、性的な表現は控えめとなっている。
2018年3月10日、本作のSteam版のストアページが公開され、同月下旬に発売予定であることが明らかにされた。
Steam版は、HTC ViveとOculus Riftに加え、Windows Mixed Realityのヘッドセットにも対応した。
2018年4月9日、Steam版が正式に配信された。
なお、ILLUSIONの公式ウェブサイトにて配布されている「Ecstasy強化パッチ」を適用すると、アダルト要素が追加される。
2018年4月19日、IVRはVRを研究する教育機関向けにSteam版のシリアルコードを無償で配布するプログラム「VR Kanojo for Academic use」を発表した。
このプログラムは研究室内での利用に限定されており、個人での利用はできない。

## コラボレーション

### VAQSO VRとのコラボレーション
2017年5月8日と9日に開催されたUnityの開発者向けイベント「Unite 2017 Tokyo」では、嗅覚を疑似体験できる装置・VAQSO VRと本作を組み合わせたものが出展された。この企画は、本作のVR映像と連動してヘッドマウントディスプレイの下に着けられたVAQSO VRを通じてヒロインの身体や衣服の匂いを疑似体験するものであり、椅子に座ったさくらがプレイヤーに対して胸の匂いを嗅いでほしいと頼み、一通りプレイヤーが嗅いだ後に別れの挨拶としてガムを渡すというゲーム内容である。
ゲーム内で嗅ぐことのできるにおいは3種類あり、さくらの胸に近づくと柑橘系の香りがし、ストッキングに近づくと蒸れたようなにおいがし、最後にガムを渡される場面ではミントの香りがする仕組みとなっている。
ただし、「Unite 2017 Tokyo」で出展されたVAQSO VRはまだ開発段階であるため、前の体験時のにおいが残ったり、匂いが混じってしまうという事象も発生している。
2017年6月28日〜30日に韓国・ソウルで開催されるVirtual Reality Summitにも、VAQSO VR対応版が出展された。
同年9月21日に行われる東京ゲームショウ2017には、本作のVASQSO VR対応版を一般向けにアレンジした『VRサクラ』が出展された。
『VRサクラ』ではさくらの部屋の中においてあるスイカと、彼女が咥えるチョコレート菓子、そして彼女から発せられる香水のような「女の子」の香りを楽しむことができる。

### その他企業とのコラボレーション
2017年6月24日、株式会社ワンドブイが開発するVRリズムアクションゲーム『SEIYA』が本作とコラボレーションすることが明らかとなり、アメリカ合衆国で7月1日から7月4日開かれたAnime Expo 2017にて出展された。
また、それに伴い本作の主題歌である『恋色メモリー』がプレイアブル楽曲として『SEIYA』に収録された。

## 主題歌
『恋色メモリー』
- 作詞：吉村彰一、川崎泰弘/作曲：吉村彰一/編曲：川崎泰弘
- 歌：優莉/エレキギター:本間大健/ベース：岩切信一郎/アコースティックギター&ドラム:吉村彰一/ピアノ、オルガン&プログラミング：川崎泰弘

## 反響
Twitter上では本作の体験版の完成度を評価する声が相次いだ。
大鶴はVRInsideとのインタビューの中で、「ILLUSIONは発売予定日の3～4か月前から本作に関する情報を少しずつ公開していく戦略をとり、その結果としてPlayStation VRの関連情報が公表された時期と重なったため、本作に対する注目が上がったのではないか」と推測している。
発売直後には本作のウェブサイトにアクセスが集中して一時サーバがダウンするほど本作の発売は大きな話題を呼び、発売後もヒロインのパンツの中をのぞくといった一般向けのVRゲームではできないプレイが可能な点が好意的に受け入れられた。
また、性的な行為を含まないプレイ動画がSNS上に投稿されたことにより本作の自由度の高さが注目され、最終的にはアダルトゲームを遊んだことのないVR愛好家にまで本作が受け入れられるようになった。
大鶴が2018年に電ファミニコゲーマーとのインタビューの中で語ったところによると、『VRカノジョ』推奨PCを販売している九十九電機には本作を遊べるパソコンについての問い合わせが多く寄せられ、九十九電機の関係者から「特定のソフトを遊ぶ目的でパソコンの問い合わせが多く寄せられたのは『イースI』の発売以来だ」と聞かされたされている。
大鶴はPANORAとのインタビューの中で、本作が自社初のVR専用アダルトゲームであり、予想よりも反響が大きく、次につなげることができたと話している。

### Steam版に対する反響
大鶴は2018年のMogura　VRとのインタビューの中で、北米と中国において本作のSteam版配信に対する反響が大きかったと述べているほか、ゲームニュースサイトAUTOMATONはSteam版が発売直後の時点で中国のユーザーから好意的な評価を受けていたと報じている。
Steam版は、Steamの2018年4月のベスト新作にもランクインしたほか、2018年のVRゲームランキングトップ12にランクインした。
また、Steam版は配信から1年以上経った2019年10月第5週のSteam VRタイトルランキングにおいても首位を獲得した。

### 評価
Engadgetの大和哲は体験版について「キーボードやマウスの使用を求められるが、ヘッドマウントディスプレイをつけているとそれらが見えなくて操作しづらく、実用的とは思えない。」と述べている。その一方で、大和は本作のグラフィックは他のVR作品と比べても出来が良く、一つの基準になり得ると評した。また、大和はさくらの完成度についても「さすが『人工少女』シリーズなどで知られるILLUSIONであり、プレイ中は少し不気味の谷を感じる時があったが、胸や尻といった男が自然に目を向けてしまうようなところを意識していれば気にならないほどであった」と評した。
同じくEngadgetのGian Suzukiは本作の体験版について「ILLUSIONが楽しみながら作っていることがよく伝わった」と評し、「扇風機になりたい」モードの遊び心に脱帽したと述べた。また、Gian Suzukiは非アダルトのVRゲーム『サマーレッスン』のヒロイン・宮本ひかりと本作のヒロイン・夕陽さくらを比較し、さくらの方がひかりより若干大人びていると述べている。
MoguraVRのみたらしはSteam版について「ゲーム内を自由に動き回ることができる上、1シーンが長かったから、ヒロインと一緒にいる感覚が強く感じられたため、アダルトシーンがなくても楽しめた」と評価している。